# Maverick City Music
Maverick City Music é um grupo estadunidense de música gospel contemporânea originário de Atlanta  fundado por Tony Brown e Jonathan Jay. O grupo estreou em 2019 com o lançamento de dois EP's: Maverick City, Vol. 1 e Maverick City, Vol. 2.

## História
Maverick City Music foi fundado em 2018. Depois de hospedar dezessete acampamentos de composição que reuniram mais de cem artistas e compositores cristãos, o resultado foi a criação de mais de cem canções e um selo.
Tony Brown e Jonathan Jay pretendiam criar um espaço reservado à diversidade, incluindo pessoas criativas que geralmente são marginalizadas, como negros e mulheres, que são cantoras e compositoras de música cristã contemporânea, chamando a atenção para suas vozes e habilidades.
Seu primeiro EP, Maverick City, Vol. 1 debutou em décimo lugar na Top Gospel Albums Chart da Billboard. Três meses depois, a banda lançou seu segundo EP, Maverick City, Vol 2 estreando em 35⁰ Lugar nas paradas gospel da Billboard 
A ascensão da banda, porém, se deu em 22 de Abril de 2020; data em que foi lançada seu primeiro álbum ao-vivo Maverick City, Vol. 3 Part. 1, este que debutou nos Estados Unidos, em 6⁰ Lugar no Top Christian Albums e em 2⁰ Lugar no Top Gospel Albums. No Reino Unido debutou em 15⁰ Lugar na parada oficial de álbuns cristãos do país. Em 27 de julho de 2020, Maverick City Music anunciou que a música " Man of Your Word ", que apresenta Chandler Moore e KJ Scriven, impactaria as estações de rádio cristãs em 21 de agosto de 2020, sendo seu primeiro single de rádio. 
"Man of Your Word" alcançou a 18ª posição na Hot Christian Songs e passou um total de vinte e seis semanas não consecutivas na parada. Maverick City Music recebeu duas indicações para o GMA Dove Awards 2020 , com "Promises" sendo indicada no prêmio Gospel Worship Canção Gravada do Ano e Maverick City Vol. 3 Parte 1 sendo indicada no prêmio Gospel Worship Album of the Year.

## Carreira
Em 9 de outubro de 2020, o coletivo lançou seu segundo álbum de estúdio, Maverick City, Vol. 3 Part. 2. O álbum debutou em 4⁰ Lugar na Top Christian Albums e em 2⁰ Lugar na Top Gospel Albums nos Estados Unidos. Maverick City, Vol. 3 Part. 2 também debutou na 8ª posição na parada oficial de álbuns cristãos e gospel no Reino Unido. 
Em 20 de Novembro de 2020, Maverick City Music e Upperroom lançaram seu 1⁰ EP colaborativo: You Hold It All Together. O EP debutou em 20⁰ lugar na Top Christian Albums e em 2⁰ Lugar na Top Gospel Albums paradas nos Estados Unidos.[19] [20] Maverick City Music lançou uma peça estendida com tema natalino intitulada Maverick City Christmas uma semana depois, em 27 de novembro de 2020. [21] Maverick City Christmas estreou em quarto lugar nas paradas Top Gospel Albums nos Estados Unidos. [22]